# Bacidina contecta
Bacidina contecta је врста лишајева из породице Ramalinaceae, први пут пронађена у унутрашњости прашуме у Британској Колумбији.